# Niedergeislbach
Niedergeislbach ist ein Gemeindeteil der Gemeinde Lengdorf im Landkreis Erding in Oberbayern.

## Geografie
Das Kirchdorf liegt zwei Kilometer nördlich von Lengdorf entfernt. Der Geislbach fließt am südlichen Dorfrand vorbei und mündet zwei Kilometer südöstlich in die Isen.

## Baudenkmal
Die Filialkirche St. Stephanus ist ein spätgotischer Saalbau mit polygonalem Chor; der Chorflankenturm hat eine Zwiebelhaube. Die Kirche wurde 1489  erbaut, das barocke Turmoberteil stammt aus dem Ende des 17. Jahrhunderts.

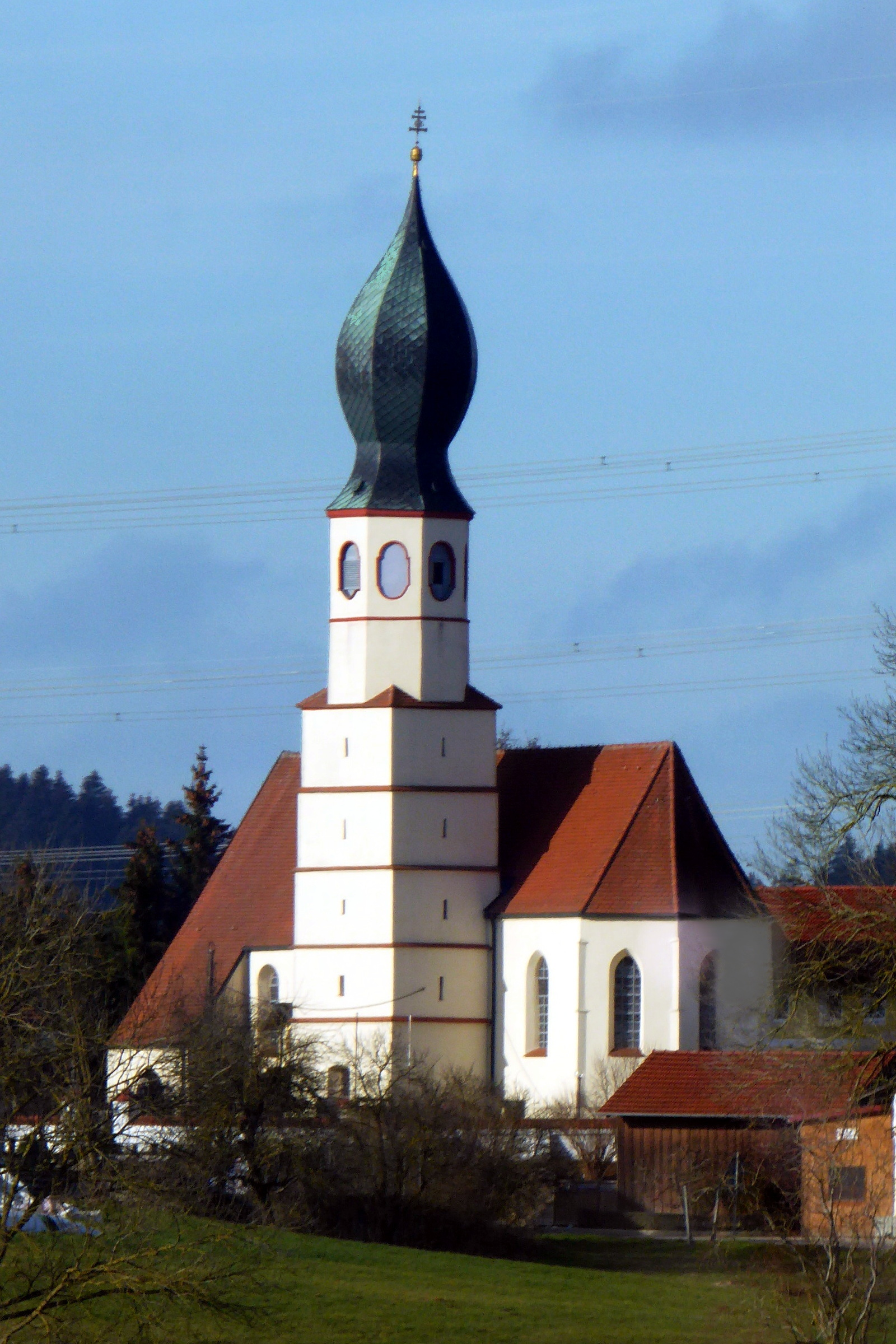
St. Stephanus von Südosten

## Verkehr
Der Bahnhof Thann-Matzbach liegt einen Kilometer westlich.  Die Bundesautobahn 94 verläuft drei Kilometer südlich.